# Dobropole Pyrzyckie
Dobropole Pyrzyckie (deutsch Dobberphul) ist ein Dorf in der Woiwodschaft Westpommern in Polen. Es gehört zur Gmina Dolice (Gemeinde Dölitz) im Powiat Stargardzki (Stargarder Kreis).

## Geographische Lage
Das Dorf liegt in Hinterpommern, etwa 55 Kilometer südöstlich von Stettin und etwa 25 Kilometer südöstlich der Kreisstadt Stargard.

## Geschichte
Dobberphul war im Herzogtum Pommern im 14. Jahrhundert Lehn einer Familie Roweder, die möglicherweise identisch mit der später unter dem Namen von Rohwedel bekannten adligen Familie ist. Im Jahre 1374 verkaufte ein Henning Roweder seinen Anteil an Dobberphul an das Kloster Kolbatz. Das Kloster muss Dobberphul wieder verloren haben, da Dobberphul im Jahre 1515 ein Lehen der Familie von Steinwehr (im Wappen  zwei goldene Steigbügel an roten Riemen) und später ein Lehen der Familie von Massow war. Unter den Massows wurde Dobberphul im Jahre 1723 allodifiziert. 1751 verkaufte der Kammerpräsident Joachim Ewald von Massow das Alloidalgut Dobberphul an den damaligen Regierungsreferendar Gustav Heinrich von Enckevort.
In Ludwig Wilhelm Brüggemanns Ausführlicher Beschreibung des gegenwärtigen Zustandes des Königlich Preußischen Herzogtums Vor- und Hinterpommern (1784) ist Dobberphul unter den adeligen Gütern des Pyritzschen Kreises aufgeführt. Es lag „an der Landstraße von Landsberg nach Stargard, welche nahe an dem Dorfe vorbeygehet“. Damals gab es hier ein Vorwerk, also den Gutsbetrieb, eine Windmühle, welche der Müller im Jahre 1750 zu Eigentum gekauft hatte, zehn Bauern, vier Kossäten, einen herrschaftlichen (also im Besitz der Gutsherrschaft befindlichen) Krug, eine Schmiede, einen Schulmeister und einen Schäfer, insgesamt 37 Haushaltungen („Feuerstellen“). Dobberphul gehörte damals Gustav Heinrich von Enckevort, Vizepräsident der Pommerschen Regierung.
Gustav Heinrich von Enckevort verkaufte das Gut Dobberphul 1789 an den Leutnant Henning Friedrich von der Osten aus der uradligen Familie von der Osten, dieser verkaufte es 1796 weiter an Ferdinand Carl Friedrich von Pirch. Das Gut Dobberphul blieb im Besitz der uradligen Familie von Pirch, bis es im Jahre 1860 an einen Bürgerlichen namens Rechholtz verkauft wurde.
Die Regulierung der gutsherrlichen und bäuerlichen Verhältnisse (siehe Preußische Agrarverfassung) in Dobberphul erfolgte im Jahre 1817. Damals übernahmen die Bauern die Zahlung einer jährlichen Barrente von 752 Talern an die Gutsherrschaft, von der im Jahre 1854 bereits 120 Taler durch Kapitalzahlung abgelöst waren. Seit dem 19. Jahrhundert bestanden der Gutsbezirk Dobberphul und die Landgemeinde Dobberphul nebeneinander. Um 1865 umfasste der Gutsbezirk 2778 Morgen Land und zählte 261 Einwohner, die Landgemeinde umfasste 2278 Morgen Land und zählte 140 Einwohner. Später wurde der Gutsbezirk in die Landgemeinde eingemeindet.
Bis 1945 bildete Dobberphul eine Gemeinde im Kreis Pyritz der Provinz Pommern. Zur Gemeinde gehörte auch der Wohnplatz Ferdinandshof.
Nach dem Zweiten Weltkrieg kam Dobberphul, wie alle Gebiete östlich der Oder-Neiße-Grenze, an Polen. Die Bevölkerung wurde vertrieben. Das Dorf erhielt den polnischen Ortsnamen „Dobropole Pyrzyckie“.

## Entwicklung der Einwohnerzahl
- 1867: 399 Einwohner, davon 275 Einwohner im Gutsbezirk und 124 Einwohner in der Landgemeinde[3]
- 1871: 346 Einwohner, davon 229 Einwohner im Gutsbezirk und 117 Einwohner in der Landgemeinde[3]
- 1925: 407 Einwohner[2]